# دهستان شورو
دهستان شورو نام دهستانی در بخش کورین شهرستان زاهدان، استان سیستان و بلوچستان در ایران است. براساس سرشماری مرکز آمار ایران در سال ۱۳۸۵، جمعیت آن ۷۲۵۳ نفر (۱۳۸۶ خانوار) بوده‌است.